# Ernest Maunoury
Ernest Joseph Jules Maunoury (ur. 20 listopada 1894, zm. 21 września 1921) – francuski as myśliwski z czasów I wojny światowej. Osiągnął 9 zwycięstw powietrznych. Należał do grona asów posiadających tytuł honorowy Balloon Buster. 
Ernest Maunoury urodził się w Saint Clair de Halouse. Do wojska wstąpił 7 września 1914 został przydzielony do 24 Pułku Piechoty. Po odniesieniu ran i wyleczeniu 2 czerwca 1916 został przeniesiony do lotnictwa Armée de l’air i po przejściu szkolenia został obserwatorem w Escadrille C 64, w jednostce odniósł pierwsze zwycięstwo powietrzne 26 września 1917 roku nad samolotem Fokker. 27 stycznia 1917 został przeniesiony do eskadry N 17, w której służył czerwca. Następnie po przejściu szkolenia z pilotażu samolotów myśliwskich uzyskał patent pilota 7 czerwca 1917. We wrześniu został przydzielony do eskadry myśliwskiej N 152. Przez prawie rok służby nie odniósł żadnego zwycięstwa. W międzyczasie eskadrę przezbrojono i zmieniono jej nazwę z N 152 na SPA 152. W jednostce tej odniósł 9 zwycięstw powietrznych w tym 7 nad balonami obserwacyjnymi. 6 z tych zwycięstw odniósł atakując w parze z Léonem Bourjade'em.
Po zakończeniu wojny Ernest Maunoury pozostał w wojsku. 15 września 1921 został wysłany z misją przeprowadzenia ćwiczeń w bazie lotniczej w Cazaux-Layrisse. W czasie ćwiczeń z ostrą amunicją został ranny i zmarł tego samego dnia. 

## Odznaczenia
- Legia Honorowa;
- Krzyż Wojenny (Francja)[1] .